# Diocèse de Guaranda
Le diocèse de Guaranda (en latin : Dioecesis Guarandensis ; en espagnol : Diócesis de Guaranda) est un diocèse de l'Église catholique en Équateur, suffragant de l'archidiocèse de Quito.

## Territoire
Le diocèse gère la province de Bolívar. Il possède un territoire d'une superficie de 3 254 km2 divisé en 30 paroisses. L'évêché est à Guaranda avec la cathédrale saint Pierre. Le sanctuaire de-Notre-Dame du Guayco est un lieu de pèlerinage car la Vierge serait apparue à une jeune indigène.

## Histoire
Le diocèse est érigé le 29 décembre 1957 par la bulle Qui iuxta du pape Pie XII en prenant sur le territoire du diocèse de Riobamba.
En 1958, l'évêque Cándido Rada décrète que Notre-Dame du Guayco est la patronne du diocèse. En 1977, la Conférence épiscopale équatorienne reconnaît le pèlerinage du Guayco comme sanctuaire national.
À l'origine suffragant de l'archidiocèse de Cuenca, il intègre la province ecclésiastique de l'archidiocèse de Quito le 11 septembre 1961, en vertu de la bulle Venerabilis Fratris du pape Jean XXIII.

## Évêques
- Gilberto Tapia (1957-1958)
- Cándido Rada Senosiáin, S.D.B (1960-1980)
- Raúl Holguer López Mayorga (1980-1990) nommé évêque du diocèse de Latacunga
- Miguel Ángel Aguilar Miranda (1991-2004) nommé évêque de l'ordinariat militaire d'Équateur
- Ángel Polibio Sánchez Loaiza (2004-2013) nommé évêque du diocèse de Machala
  - Marcos Aurelio Pérez Caicedo (2013-2014) (administrateur apostolique)
- Skiper Bladimir Yánez Calvachi (2014-2018) nommé évêque du diocèse de Babahoyo
- Hermenegildo José Torres Asanza (2018-  )